# Xanthomonas arboricola
Xanthomonas arboricola pv. pruni (Smith) Vauterin et al. o mancha bacteriana de los frutales de hueso es una especie de proteobacteria.

## Sinónimos
Xanthomonas campestris pv. pruni, Xanthomonas pruni.

## Taxonomía
"Proteobacteria"; Gammaproteobacteria; Xanthomonadales; Xanthomonadaceae.

## Descripción
Bacteria con forma bacilar, Gram-negativa, mótil, con un flagelo polar. No esporulada. Estrictamente aeróbica y quimioorganoheterótrofa. Produce pigmento amarillo característico (xanthomonadina) y polisacárido extracelular.

## Huéspedes
Frutales de hueso*, especialmente almendro, ciruelo japonés*, melocotonero* y cerezo*, pudiendo afectar también a distintos patrones de estos frutales.
* Huéspedes identificados en España

## Sintomatología
En hojas, manchas circulares o irregulares, inicialmente húmedas, color púrpura o pardo, que se necrosan y muestran halo clorótico, pudiendo evolucionar a cribado. A menudo se sitúan en el nervio principal y márgenes de la hoja, luego coalescen y dan lugar a clorosis y deformación. Chancros abiertos en madera de color y tamaño variable. En frutos, manchas pardas con halo, que luego se suberizan y se puede producir goma al resquebrajarse. Necrosis de yemas.

## Transmisión
Material vegetal, lluvia, viento y técnicas culturales.

## Situación en España
En España aparece la cepa «Xantomonas arborícola pruni» alrededor del año 2002 en diversas pruníferas como melocotón y nectarina (Prunus persica).
A finales de 2008 - principios de 2009 se identifica igualmente en almendro (Prunus amigdalus | Prunus dulcis), habiendo pasado desapercibido por confundirse con otras enfermedades cuando la infección está en bajos niveles, y mostrándose muy virulento especialmente en plantaciones de regadío cuando avanza la infección.
Los daños en hoja generalmente son mínimos o de poca repercusión, apareciendo punteados necrosados generalmente en el borde de las hojas. En el fruto de melocotón y nectarina aparecen zonas negruzcas y deprimidas que pueden agrietarse. En las almendras la aparición de zonas oscuras y deprimidas es similar, pero el fruto puede secarse y permanecer en el árbol posteriormente, y esas áreas quedan resaltadas formando mesetas circulares. Se ha visto que la enfermedad puede alcanzar la cáscara e incluso la pepita de la almendra.